# Нарада-смрити
Нарада-смрити — одна из дхарма-шастр, служащих собраниями правовых норм, касающихся дхармы. Составлена в стихотворной форме. Этот текст носит чисто юридический характер, так как он сконцентрирован исключительно на вопросах процессуального права и права собственности. Этические предписания отступают в Нарада-смрити на второй план, что отличает её от других дхарма-шастр. Узкая правовая направленность сделала текст высоко ценимым в среде правителей и их помощников, видевшими свою дхарму в справедливом управлении государством.

## Редакции текста
На данный момент существует три редакции Нарада-смрити, различающихся по размеру. Каждая такая версия уникальна не только по длине, но и по содержанию. Более короткая была переведена Юлиусом Йолли в 1876 году, что впервые сделало текст Нарада-смрити доступным для учёных-юристов в Европе. Текст более длинной версии был опубликован тем же учёным в серии «Bibliotheca Indica» (1885) и переведён им для серии «Священные книги Востока» (англ. Sacred Books of the East; выпуск 33, 1889). Древняя рукопись Нарада-смрити из Непала, датируемая 1407 годом, содержит два дополнительных раздела, касающихся воровства и испытаний. Йолли включает первый из них в своё издание как приложение и пропускает второй, высказывая мнение об его неаутентичности. В итоге опубликованный текст смрити содержит 1028 стихов, включая 61 стих о воровстве в приложении.

## Связь с другими смрити
Согласно легенде Ману Праджапати составил текст из 100 000 стихов и 1080 глав, который затем были последовательно сокращён риши Нарадой, Маркандеей и Сумати Бхаргавой до текста из 4,000 стихов. Если следовать этой версии, Нарада-смрити представляет собой девятую главу, касающуюся судебных процедур, первоначального текста Ману.
Многие исследователи считают, что Ману-смрити и Нарада-смрити тесно связаны между собой. Так список и названия законов из Нарада-смрити во многом схожи с аналогичными элементами «Законов Ману». Также оба текста объединяют около 50 общих стихов, кроме того несколько стихов полностью идентичны по смыслу, но без совпадения слово в слово. Основываясь на этом и других фактах, учёный П. В. Кане считает, что текст Нарады базируется на тексте Ману-смрити. Такая связь с Ману придаёт ещё большую законность тексту Нарада-смрити, так как согласно индийской традиции положения Ману касательно защиты дхармы находятся вне всяких сомнений.
Но в ряде случаев наблюдаются существенные различия между этими двумя текстами. Так Нарада-смрити приводит семь видов испытаний, а Ману только два — водой и огнём; Нарада принимает нийогу, а Ману отвергает; также в отличие от Ману-смрити здесь допускается повторное замужество женщин и так далее.
Возможно текст «Законов Нарады» младше смрити авторства Яджнявалкьи, так как последний содержит только пять видов испытаний против семи у Нарады. Кроме того трактовка испытаний у Нарады гораздо более исчерпывающая, чем в труде Яджнявалкьи. То же самое можно сказать и о трактовке и систематизации самих законов в этих сочинениях.

## Авторство
Традиция приписывает авторство риши Нараде, хотя по мнению ряда учёных текст написан не одним автором. Кроме того Нарада не упомянут Яджнявалкьей в списке авторов древних текстов по дхарме, также его не упоминает Парашара. И только Вишварупа, относящийся к первой половине IX века, называет Нараду первым из десяти комментаторов дхармы и цитирует 50 стихов Нарада-смрити. Также цитаты из этой смрити приведены в комментариях Медхатитхи и Виджнянешвары, а также в Агни-пуране (30 стихов).

## Датировки
Подобно многим древнеиндийским текстам, датировка текста Нарада-смрити служит предметом споров среди учёных. Несмотря на множество аргументов и доказательств, приводимых сторонами, окончательного решения не принято. Так Йолли, основываясь на упоминании слова динар в Нарада-смрити, отнёс время создания труда к периоду после 300 года н. э. Кит, опираясь на данные о золотых динарах Римской империи, привёл свою датировку – первые века н. э., а именно между 100 и 300 годами н. э. Джаясвал относит текст к IV веку н. э. В настоящее время написания Нарада-смрити в основном датируется промежутком между I–V вв. н. э.

## Структура
Опубликованная версия Нарада-смрити содержит три вступительных раздела по основам судебных процедур и судебному собранию (сабхе). Затем следуют 18 глав, каждая из которых посвящена отдельному закону. Стиль, которым написана эта смрити, ясно показывает, что автор или авторы обращались к сообществу профессионалов, заинтересованных в непосредственном приложении законов к повседневным делам. 
- Вступление (IAST:  Vyavahāra-mātŗka)

- 18 названий законов (IAST: Vyavahārapada)

1. Возвращение долгов (IAST: Ŗṇādāna)
2. Залоги, кредиты (IAST: Nikşepa)
3. Совместное дело, партнёрство (IAST: Sambhūya–samutthāna)
4. Акты дарения и их отмена (IAST: Dattāpradānika)
5. Нарушение контракта (IAST: Abhyupetyāśuśrūṣā)
6. Невыплата жалованья (IAST: Vetanasyānapākarma)
7. Продажа без права собственности (IAST: Asvāmivikraya)
8. Невыдача товара после оплаты (IAST: Vikrīyāsaṃpradāna)
9. Отмена сделки (IAST: Krītānuśaya)
10. Нарушение правил корпорации (IAST: Samayasyānapākarma)
11. Вопросы о земельных границах (IAST: Kṣetrajavivāda)
12. Супружеские отношения (IAST: Trīpuṃsayoga)
13. Раздел имущества и наследование (IAST: Dāyabhāga)
14. Преступления с применением силы (убийство, воровство и т. д.) (IAST: Sāhasa)
15. Клевета и оскорбление (IAST: Vākpāruṣya)
16. Телесные повреждения (IAST: Daṇḍapāruṣya)
17. Азартные игры (IAST: Dyūtasamāhvaya)
18. Остальные правонарушения, не предусмотренные шастрами (IAST: Prakīrṇaka)

## Переводы
- Дхармашастра Нарады / Пер. Вигасина А. А. и Самозванцева А. М. — М.: Восточная литература, 1998. — 256 с. — ISBN 5-02-018025-4
- Нарада-смрити / Пер. Вигасина А. А. // Антология мировой правовой мысли. — В 5 т. — Т. 1:  Античный мир и Восточные цивилизации. — М.: Мысль, 1999. — ISBN 5-244-00936-2, — ISBN 5-244-00935-4